# Dora Kallmus
Dora Philippine Kallmus, nota anche con il nome d'arte di Madame D'Ora (Vienna, 20 marzo 1881 – Frohnleiten, 28 ottobre 1963) è stata una fotografa austriaca.

## Biografia
Nata a Vienna nel 1881, nel 1904 Dora Kallmus fu la prima donna ad essere ammessa al Höhere Graphische Bundes-Lehr- und Versuchsanstalt, l'istituto di grafica della capitale, e nello stesso anno divenne un membro dell'associazione dei fotografi austriaci. Dora Kallmuss si affermò come una ritrattista di grande successo e talento, diventando una delle fotografe più richieste (e pagate) della Vienna di inizio novecento. L'Atelier d'Ora, aperto dapprima insieme all'assistente e poi socio Arthur Benda, allo stesso modo, si affermò come uno studio fotografico raffinato e molto ben frequentato, dato che la clientela includeva soggetti di primissimo piano e di grande peso politico, tra cui Carlo I d'Austria e diversi membri della famiglia Rothschild. La fotografa immortalò anche alcuni dei più importanti artisti della prima metà del novecento: tra il 1908 e il 1956 fotografò, tra i molti, Gustav Klimt, Alma Mahler, Coco Chanel, Josephine Baker, Marc Chagall, Maurice Chevalier, Tamara de Lempicka, Alban Berg, Colette e Pablo Picasso.
Il successo professionale la spinse ad aprire un secondo studio in Germania, attivo a Karlovy Vary tra il 1921 e il 1926, e una galleria a Parigi, dove si trasferì nel 1927. Ebrea di nascita, ma convertitasi al cattolicesimo nel 1919, la Kallmus fu osteggiata dalle autorità naziste e dal crescente antisemitismo prima in patria, poi in Germania e infine a Parigi, dove il suo studio fu chiuso dagli invasori tedeschi. La fotografa fu ricercata dai nazisti e visse in clandestinità per un anno prima di riprendere la sua attività da fotografa al termine della seconda guerra mondiale, quando cominciò ad ampliare la scelta dei soggetti: non più figure di spicco dell'alta società, ma sopravvissuti dei campi di concentramento e persone stremate dalla guerra.